# 红崖山水库
红崖山水库是一座位于中华人民共和国甘肃省武威市民勤县的中型沙漠洼地水库，属三级工程，为亚洲最大的沙漠水库。水库建成于1964年，控制流域面积1.34万平方千米。为16个乡镇供水，宜农面积达223万亩，有效灌溉面积86.6万亩，受益人口约21万。水库蓄水面积15平方千米，最大库容为1.07亿立方米。水库地处腾格里沙漠和巴丹吉林沙漠之间，距民勤县城30千米。水库处在石羊河下游，由于当地降水量远小于蒸发量，水库的蓄水量在进入21世纪后不断下降，2004年时一度干枯。为缓解这一问题确保民勤县的农业灌溉和生活用水，便通过调水工程将黄河水引入石羊河。

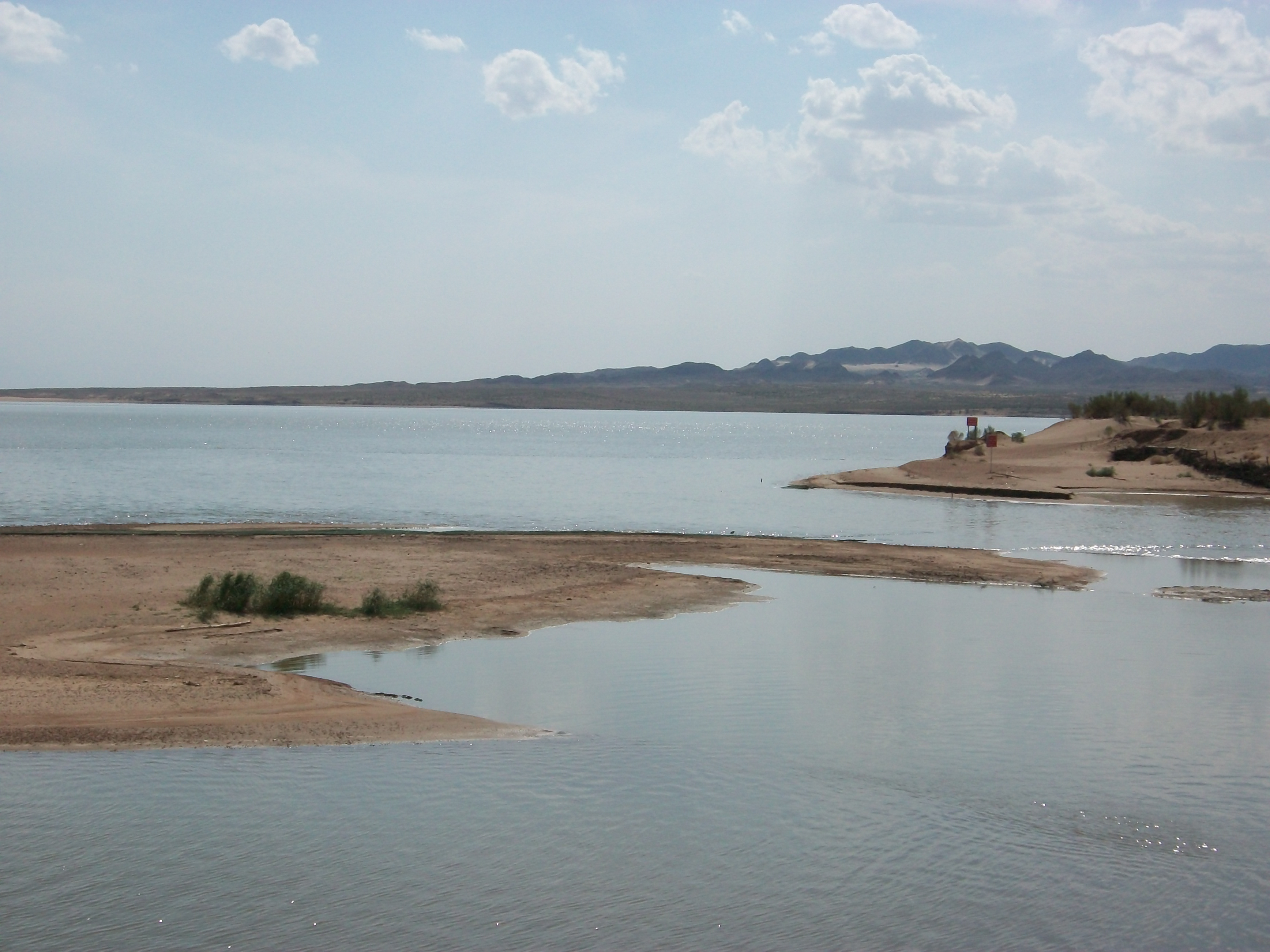
紅崖山水庫一景

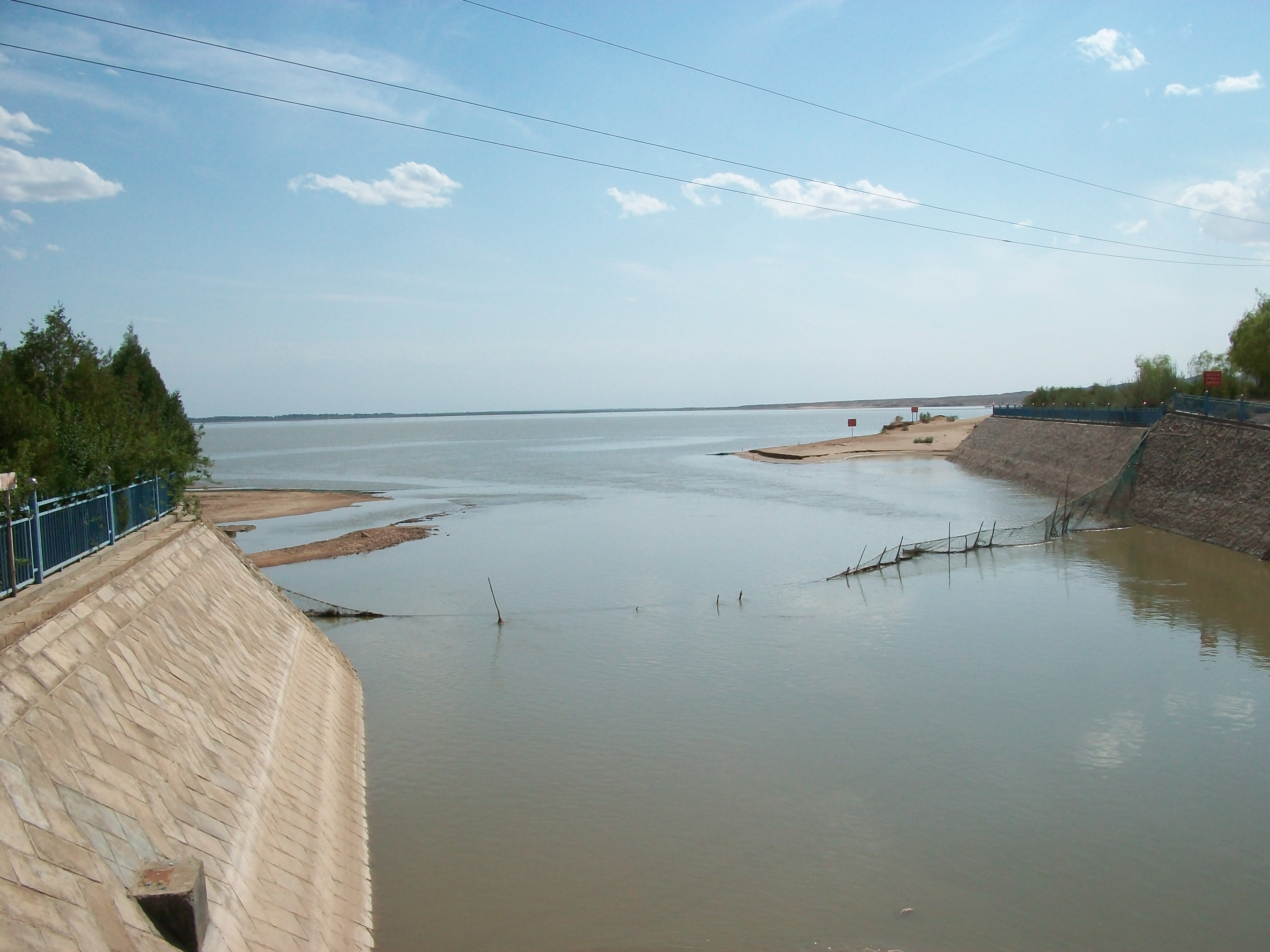
紅崖山水庫全景

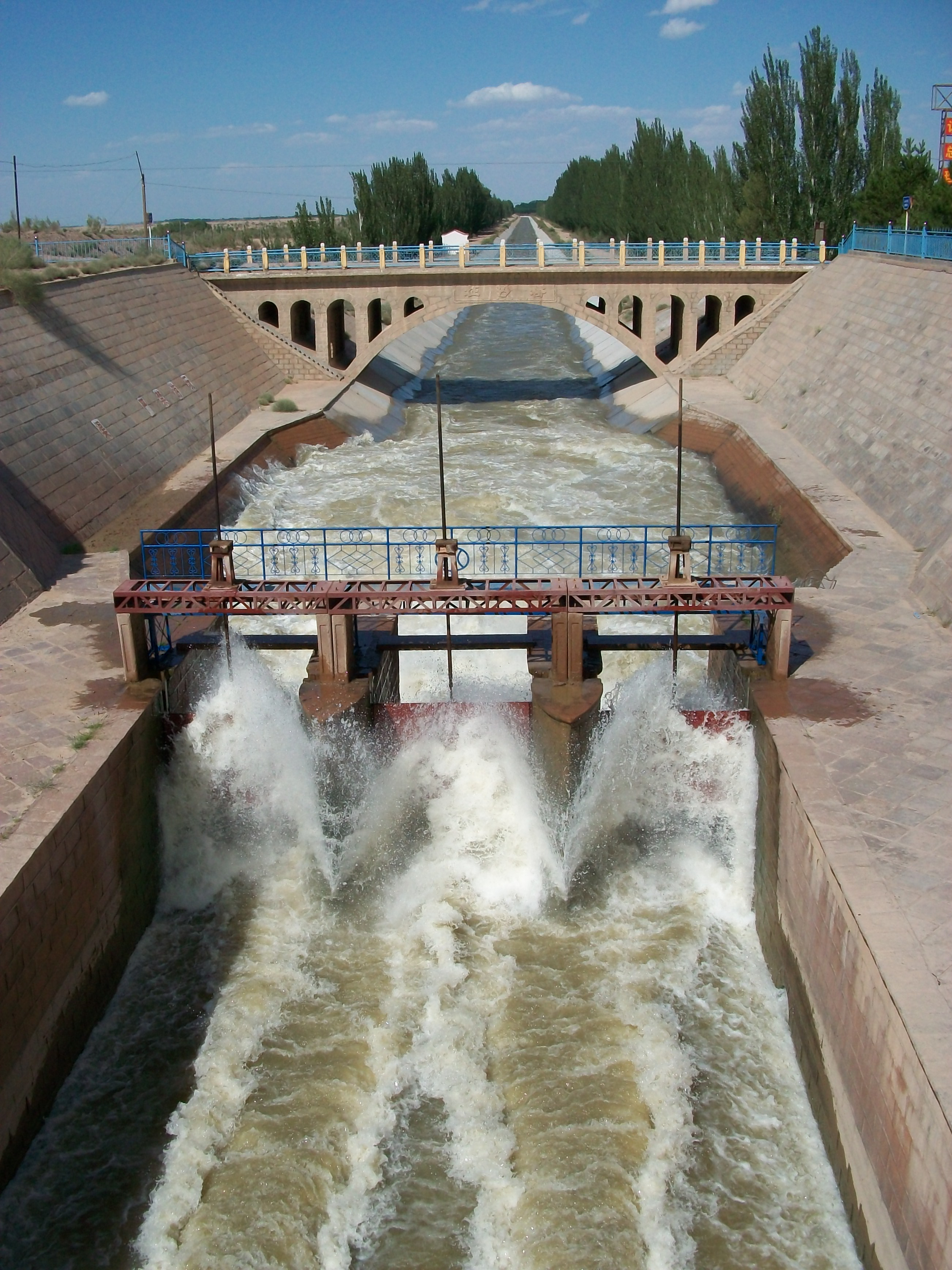
水庫水閘門

## 历史
水库一期工程于1958年8月开工建设，至1964年完成，总投资约1305万元，库容4600万立方米。二期工程于1973年6月开工，国家投资约774.25万元，在1980年底完工，库容扩至9750万立方米。在1989年时又开展了扩建加固工程，投资约520万元，直至1997年完成。此次工程扩容至9930万立方米，使用32.89万个劳动工日。2003年11月对水库进行除险加固，使用21万个劳动工日，总投资2969万元，其中国家财政拨款1970万元。2005年红崖山水库达到了现库容，累积总投资达到了5566.85万元。

## 脚注
1. ↑  . 中国水力发电工程学会. 2010-02-08  [2010-08-22] （中文（简体））.[永久]